# Вокил (село)
Вокил (болг. Вокил) — село в Болгарии. Находится в Силистренской области, входит в общину Дулово. Население составляет 1 182 человека.

## Политическая ситуация
В местном кметстве Вокил, в состав которого входит Вокил, должность кмета (старосты) исполняет Ехлиман Нихат Ехлиман (Движение за права и свободы (ДПС)) по результатам выборов.
Кмет (мэр) общины Дулово — Митхат Мехмед Табаков (Движение за права и свободы (ДПС)) по результатам выборов.